# Atractus potschi
Atractus potschi är en ormart som beskrevs av Fernandes 1995. Atractus potschi ingår i släktet Atractus och familjen snokar. Inga underarter finns listade.
Arten förekommer i Brasilien i delstaterna Pernambuco, Sergipe, Alagoas och Bahia. Honor lägger ägg.